# Dương Thị Ngọc Hoan
Dương Thị Ngọc Hoan (chữ Hán: 楊氏玉歡) là một cung tần của Chúa Trịnh Sâm, bà là mẹ sinh của chúa Trịnh Khải.

## Tiểu sử
Theo sử sách, Dương Thị Ngọc Hoan là người làng Long Phúc, xã Thạch Khê, huyện Thạch Hà, Hà Tĩnh. Một chị gái là thứ phi của Chúa Trịnh Tùng, còn lại tên là Ngọc Thịnh, ái phi của Chúa Trịnh Doanh, nên được đưa vào làm cung tần của Thế tử Trịnh Sâm. Vốn không ưa Ngọc Thịnh, không ưa cả người làng Long Phúc, cho đó là dòng giống Trịnh Cối, dòng phản loạn đã tranh ngôi với Triết vương Trịnh Tùng, lại thấy Ngọc Hoan kém sắc lại không được học hành gì, Thế tử Trịnh Sâm không đoái hoài tới.
Tương truyền rằng bà Ngọc Hoan nằm mơ thấy nhận được một tấm đoạn có vẽ đầu rồng, mua chuộc Liêm Trung hầu, viên hoạn quan trung đường được Thế tử tin cẩn, kẻ được sai gọi phi tần, cung nữ hầu Thế tử mỗi tối. Hôm đó, Chúa cho vời Chính phi Hoàng Thị Ngọc Khoan vào hầu, Liêm Trung hầu cố ý giả nghe lầm, đưa ngay Ngọc Hoan đến. Thấy bà, Chúa không bằng lòng nhưng không nỡ đuổi ra. Sau đó, Chúa đòi Liêm Trung hầu vào trách mắng. Liêm Trung hầu cúi đầu tạ tội, đoạn thuật rõ đầu đuôi chuyện Ngọc Hoan nằm mơ, Chúa nghe nhưng không nói gì cả. Liêm Trung hầu tên thực là Nguyễn Hựu, vốn là gia nhân của Tể tướng Nguyễn Khản, song vì mối quan hệ chằng chịt, Trịnh Sâm không muốn phanh phui làm rõ.
Cung tần Dương Thị Ngọc Hoan sau đó sinh con trai là Trịnh Tông, còn có tên khác là Trịnh Khải. Đó là năm Quý Mùi, Cảnh Hưng 24 (1763). Dù có con đầu lớn nhất của chúa, bà vẫn không được sủng ái và xếp sau sủng thiếp của chúa Trịnh Sâm là Đặng Thị Huệ.
Theo sách Hoàng Lê nhất thống chí, Chúa tự nghĩ đầu rồng tuy có khí tượng làm Chúa, nhưng là rồng vẽ không phải rồng thật, mà lại chỉ có đầu không có đuôi như vậy chưa hẳn đã là điềm tốt. Do đó, Chúa có ý không vui, không yêu mẹ nên chẳng thiết đến con.
Khi Thế tử Khải lớn, dung mạo rất khôi ngô nhưng Chúa vẫn chẳng yêu chiều. Thấy vậy, Cung tần Ngọc Hoan xin chúa Trịnh Sâm mở một hành cung trên đường Vua và Chúa vào Tử trầm luyện võ, luyện quân. Chỗ đất ấy nằm trên đường thượng đạo về huyện Chương Đức xưa (cạnh Quốc lộ 6, giữa 2 thôn Do Lộ và Nghĩa Lộ, xã Yên Nghĩa, Hà Đông ngày nay).
Chúa sai Nguyễn Khản là cận thần vẽ kiểu, đưa thợ về Nghĩa Lộ xây dựng cung thất. Tuy nhỏ nhưng hành cung cũng đủ: Sảnh đường, phòng thất, nội tẩm cho phi tần, nhà học văn, luyện võ, nhà hát, nhà ở cho đào nương, người ở, nơi ăn ở của nội giám, nơi ở của thầy dạy học cho Thế tử là Nguyễn Khản, Trần Thản... công trình như một phủ Chúa thu nhỏ. Khu ao Vạc cạnh làng Tuân, được xây dựng thành hồ sen, thuyền rồng có thể bơi được, giữa là thủy đình, khuôn viên được trồng rất nhiều loại cây, cỏ lạ và chim thú quí hiếm. Cảnh trí tuy xa nơi đô hội nhưng phóng khoáng, đầy thi vị, đã làm đẹp lòng Chúa, người vốn thích lãng du, giỏi thơ văn, tức cảnh.
Từ đây nhiều giáo phường ca trù được lập ra, phát triển rất mạnh như Giáo phường họ Nguyễn Văn ở Yên Lộ có câu ca: “Tiếng đàn Phó Liễu, giọng hát nàng Oanh, cây héo lại xanh, người già trẻ lại”. Vùng đất ca trù phát triển rộng ra các nơi như Nhân Trạch, Mai Lĩnh, Thanh Thần, Kim Bài, Mai Cát, Quán Cốc, Đồng Trữ, An Lạc, Phương Viên, Đào Nguyên, Phượng Cách...

## Chính biến
Năm Nhâm Dần (1782), vào tháng 9, Chúa Trịnh Sâm mất, Trịnh Cán mới có 6 tuổi nối ngôi, quyền lực nằm trong tay Tuyên phi Đặng Thị Huệ cùng thân tín của Tuyên phi là Huy quận công Hoàng Đình Bảo. Đặng Thị Huệ bắt Trịnh Khải ra sống ở nhà Tả Xuyên, giam giữ cấm đoán nghiêm ngặt. Bà Dương Thị Ngọc Hoan sai người đến khuyên quận Huy thương tình. Đình Bảo khóc và nói: "Đình Bảo này thờ tiên vương, rất được đội ơn yêu dấu. Quý tử là con của tiên vương tôi; nếu tôi có lòng nào sẽ bị trời tru đất diệt." Từ đấy, việc giam giữ áp chế được nới rộng, gia thần của Trịnh Khải dần dần được vào gặp.
Tháng 10 năm ấy, binh lính Tam phủ nổi loạn, truất ngôi Trịnh Cán, đập phá nhà cửa, giết Hoàng Đình Bảo cùng thân thuộc phe cánh. Họ đón Trịnh Khải lên ngôi vương, phong là Nguyên soái Đoan Nam vương. Phe cánh Đặng Thị Huệ bị truy lùng và trả thù, bà Tuyên phi bị truất xuống thứ nhân, Trịnh Cán bị giáng xuống làm Cung quốc công, rồi hơn tháng sau phát bệnh chết. Trịnh Khải lên ngôi, bà Dương Thị Ngọc Hoan được phong làm Thái phi.
Năm Bính Ngọ (1786), quân Tây Sơn tràn vào Thăng Long, chúa Trịnh Khải sai người đưa thái phi và lục cung đi trốn ở Sơn Tây. Sau này, chúa tự tận, tới khi quân Tây Sơn rút, vua Lê Chiêu Thống đón thái phi và con trai trưởng của chúa Trịnh Khải về Thăng Long chăm sóc.
Về sau, Thái phi Dương thị còn tậu hơn 30 mẫu ruộng để cấp cho những người đi lính gọi là “Binh điền”, và cấp cho học trò được đi thi Hương, thi Hội, thi Đình gọi gọi là “Học điền”. Từ khi Thái phi về xây dựng nơi đây, nhiều công trình công cộng kinh tế, giao thông, đình chùa, văn hóa, được mở mang. Nhân dân địa phương rất ơn Bà. Làng Nghĩa Lộ (Yên Định) vẫn giữ Húy kỵ của bà với 3 tuần tế tại đình và ngày 15/02 Âm Lịch.

## An táng
Mộ bà táng ở khu rộng Trũng Táo là khu ruộng của làng Do Lộ, phường Yên Nghĩa, Hà Đông, TP.Hà Nội. Hiện nhân dân ở đây vẫn gọi khu đồng này là khu mộ bà Chúa. Sau khi bà mất, các họ tộc quyết định đưa bà vào thờ trong đình, thờ ngang bằng thành hoàng.